# 孩子不壞
《孩子不壞》（英語：We Not Naughty）是2012年一部新加坡電影，由梁智强執導及編劇，主要演員包括李創銳、洪賜健及陳曉東等，講述三個成績普通的學生擁有的困擾。

## 故事簡介
故事圍繞著三個成績中等的學生，許偉杰和弟弟阿寶以及偉杰最好的朋友劉健仁，這三個受到輕視的青少年都有自己的困擾。阿寶（盧楷浚 飾）年少天真，父母的讚美對他而言就是世界的全部，不管所做的事情是對還是錯；而就讀工藝學校的偉杰喜愛用他擅於發明機械的才能，來捉弄老師和同學們；因為母親的忽視而誤入歧途的健仁陷入了龐大的負債中，為了償還父親的債務，健仁未尋求母親的幫助，反而替高利貸集團跑腿做事。為此偉杰和健仁想出了發明「收債機器」的點子，讓收債機器代替他們去噴漆討債。見識過「收債機器」的威力，卻不知道不良集團的首腦Boss Ma（巫啓賢 飾）打算利用升級後的機器來走私毒品。眼看著學生踏上歧途，老師CK（陳曉東 飾）決定挺身而出，救助自己的學生。

## 演員表
- 李創銳 飾 許偉杰
- 洪賜健 飾 劉健仁
- 盧楷浚 飾 阿寶（偉杰的弟弟）
- 楊欣沛 飾 Nicole（偉杰的妹妹／阿寶的姐姐）
- 余澎杉 飾 健仁的弟弟
- 陳曉東 飾 CK老師
- 夏如芝 飾 CK老師的妻子
- 巫啟賢 飾 集團首腦Boss Ma
- 黎沸揮 飾 Boss Ma 左右手

## 外部連結
- 【孩子不壞】電影官方部落格（页面存档备份，存于）
- 孩子不壞的Facebook專頁
- 開眼電影網上《孩子不壞》的資料（繁體中文）
- 豆瓣电影上《孩子不壞》的資料 （简体中文）
- 时光网上《孩子不壞》的資料（简体中文）
- 互联网电影数据库（IMDb）上《孩子不壞》的资料（英文）